# Syllis sclerolaema
Syllis sclerolaema är en ringmaskart som beskrevs av Ehlers 1901. Syllis sclerolaema ingår i släktet Syllis och familjen Syllidae. Inga underarter finns listade i Catalogue of Life.